# Sega NAOMI
Das Sega NAOMI (New Arcade Operation Machine Idea) ist ein Arcade System Board auf Basis der Technik des Sega Dreamcast. Die erste Naomi-Hardware wurde 1998 von der JAMMA als der Nachfolger der Sega-Model-3-Hardware vorgestellt. Durch den Einsatz von handelsüblichen Komponenten konnten die Produktionskosten gegenüber anderen Systemen enorm reduziert werden.
Obwohl die erste Naomi-Hardware bereits viele Jahre auf dem Markt ist und aus technischer Sicht daher eher veraltet erscheint, werden immer noch Spiele für das System entwickelt. Dies macht das System nach dem Neo-Geo zu dem bisher am längsten eingesetzten Arcade-System.

## Hardware

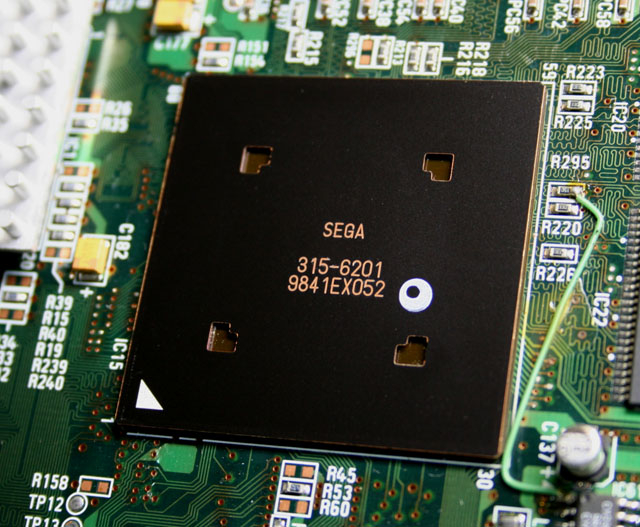
Arcade System Board der SEGA Naomi

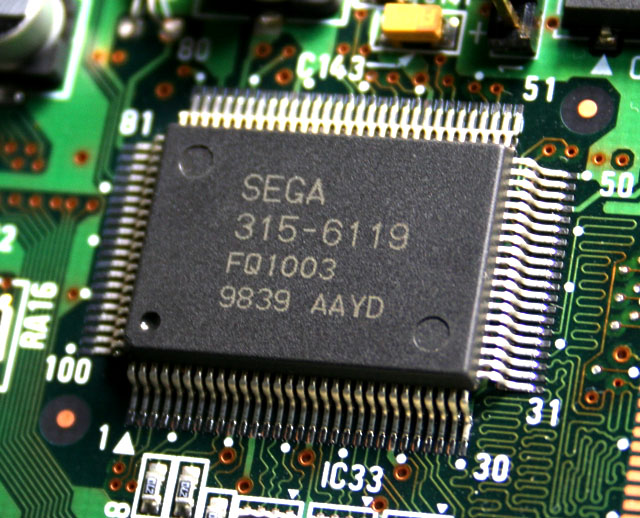
ARM7 Yamaha AICA

Naomi und Dreamcast basieren auf der gleichen Systemarchitektur. Beide Systeme setzen den gleichen Prozessor mit gleicher Taktgeschwindigkeit ein. Mehrere Naomi-Boards können jedoch zu einer Recheneinheit verbunden werden, um mehr Systemleistung zu erzielen oder die Darstellung auf mehrere Monitore zu erweitern. Auch haben System- und Grafikspeicher des Naomi die doppelte, der Soundspeicher die vierfache Größe des Dreamcast. Weiter können bei Naomi zur Datenspeicherung nicht nur die optischen GD-ROM-Datenträger des Dreamcast verwendet werden, sondern auch ROM-Module. Diese sind robuster und haben sehr geringe Ladezeiten.
Naomi-Hauptplatinen können in speziellen Gehäusen verwendet werden, den sogenannten Naomi Universal Cabinet, in denen maximal 16 Platinen Platz finden.

### Technische Daten
- CPU: Hitachi SH-4 64 Bit RISC CPU (200 MHz 360 MIPS / 1,4 GFLOPS)
- Grafikprozessor: NEC CLX2 (PowerVR Series 2) mit 100 MHz (3 Millionen Polygone/Sekunde)
- Sound Engine: ARM7 Yamaha AICA 45 MHz (mit interner 32 Bit RISC CPU, 64 Kanäle ADPCM)
- Arbeitsspeicher: 32 MB
- Hauptspeicher: 16 MB
- Grafikspeicher: 16 MB
- Soundspeicher: 8 MB
- Medien: Masked-ROM-Modul mit maximal 172 MB, GD-ROM mit max. 1,2 GB
- Polygone: 5 Millionen Polygone/Sekunde real world (inkl. Texturen und Effekte)
- Rendergeschwindigkeit: 500 MPixel/Sekunde

### Spiele
Da die Hardware von Sega auch für andere Firmen lizenziert wird, gibt es für Naomi verhältnismäßig viele Spiele – darunter auch solche von anderen Herstellern wie etwa Mazan oder Guilty Gear XX.
Einige der bekanntesten Spiele:
- Crazy Taxi
- Dead or Alive 2
- Ferrari 355 Challenge
- Guilty Gear XX
- House of the Dead 2
- Sports Jam
- Virtua Tennis
- Zombie Revenge
- The Typing of the Dead
- Spawn
- Capcom vs SNK Pro
- Virtua Tennis 2
- Marvel vs Capcom 2
- Virtual Striker

## Naomi 2
Im Jahr 2000 stellte Sega das Nachfolgemodell Naomi 2 vor. Es bot eine verbesserte Grafikeinheit, die grundsätzliche Architektur des Systems blieb jedoch gleich, sodass Module des Original-Naomi ohne Modifikationen auch auf der neuen Hardware eingesetzt werden konnten.
Mit der Einführung des Naomi 2 wurden auch GD-ROM-Laufwerke für die Arcade-Plattformen eingeführt. Sowohl für Naomi 2 als auch für dessen Vorgänger wurde optional ein GD-ROM-Laufwerk als Erweiterung angeboten. Das GD-ROM-Laufwerk wurde zusammen mit einem Erweiterungsmodul, bekannt als DIMM-Board, ausgeliefert. Es enthielt zusätzlichen Speicher, so dass ein ganzes Spiel in den RAM geladen werden konnte. Damit sollten die langsameren Ladezeiten des disc-basierten GD-ROMS gegenüber herkömmlichen Modulen ausgeglichen werden. Zudem konnte nach Abschluss des Ladevorgangs das GD-ROM abgeschaltet werden, was den Verschleiß reduzieren sollte.

### Technische Daten
Hier sind jeweils nur die Hauptunterschiede zum Vorgänger aufgeführt:
- Grafikprozessor: 2 × NEC CLX2 (PowerVR Series 2)
- Hauptspeicher: 32 MB 100 MHz SDRAM
- Grafikspeicher: 32 MB
- Speicher für 3D-Modelle: 32 MB
- Polygone: 10 Millionen Polygone/Sekunde mit 6 Lichtquellen
- Rendergeschwindigkeit: 2000 MPixel/Sekunde (theoretisches Maximum)

### Spiele
Einige der bedeutendsten Spiele für das Naomi 2:
- Initial D
- Sega Driving Simulator
- Virtua Fighter 4
- Virtua Striker 3